# Saint-Louis (Senegal)
Saint-Louis (známý také pod wolofským názvem Ndar) je město v Senegalu. Leží u ústí řeky Senegal více než 300 km severovýchodně od metropole Dakaru. Ve městě žije podle odhadů 170 000 obyvatel.

## Historie
Město založili Francouzi jako pevnost na říčním ostrově. V letech 1673 až 1895 bylo hlavním městem kolonie Senegal, v letech 1895 až 1902 hlavním městem celé Francouzské západní Afriky. V letech 1920 až 1958 fungovalo jako sídlo správy sousední Mauritánie, na jejímž území žádná větší města nebyla. V roce 1916 bylo Saint-Louis mezi čtyřmi senegalskými městy (dalšími byly Dakar, Gorée a Rufisque), jejichž obyvatelé jako první Afričané získali francouzské občanství a volební právo. Ve městě se zachovaly četné stavby koloniální architektury, díky níž bylo historické centrum Saint-Louis zařazeno mezi Světové dědictví.

## Současnost
Město je střediskem obchodu s rybami, cukrem a burskými oříšky. Sídlí zde druhá nejstarší vysoká škola Senegalu Université Gaston-Berger. Každoročně se koná mezinárodní jazzový festival a festival mestické kultury. Jednotlivé části Saint-Louis propojuje železný Faidherbův most z roku 1897.

## Okolí
Nedaleko města se nachází Národní park Langue de Barbarie, kde roste přesličník přesličkolistý a hnízdí vodní ptactvo (volavky, pelikáni, plameňáci).